# Die Rose (Brentano)

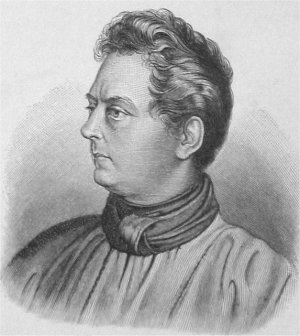
Clemens Brentano
(1778–1842)

Die Rose ist eine Erzählung von Clemens Brentano, die 1800 unter dem Titel „Die Rose, ein Mährchen, von Maria“ in „Memnon. Eine Zeitschrift“ bei Wilhelm Rein (* 1767; † 1844)  in Leipzig erschien. Angaben zur Entstehung des Textfragmentes und zu den Erscheinungsdaten finden sich im Band 19 der Frankfurter Brentano-Ausgabe [FBA].
Am Beginn des Spätmittelalters: Ritter wetten mit dem Helden Margot, dass dessen Gattin verführbar ist.

## Inhalt
Bei Hofe hat der Held Margot zwei andere Ritter zu Feinden – Ivan und Nabon. Diese treten vor den König Dringinwalde und beschuldigen Margot der Zauberei. Dringinwalde fordert Margot auf, sich zu dem Vorwurf zu äußern. Margot trägt seine Geschichte – als Lied gesungen – vor. Seine Hausfrau Bernharda ließ sich nicht so leicht erobern. Bernharda schenkte Margot erst Herz und Leib, nachdem er in den Kampf gezogen.
Müßte meine Lanze schwingen,
Weil sie [Bernharda] spottet meiner Ruh.
Nach der Hochzeit, nachdem Margot seine Bernharda besessen, ließ er sie auf seinem Ritterschloss in dem Lande Goren zurück und begab sich an den Hof des Königs. Bernharda hat Margot ein Zauber-Röslein in einer goldenen Kapsel mitgegeben. Es welkte, sobald Bernharda dem Gatten untreu wäre. Nun wetten Ivan und Nabon mit Margot. Sie wollen beide gen Goren ziehen und binnen eines Monats wird die Rose welken und entblättert in der Kapsel liegen. Die Wette gilt. Während die beiden Versucher zu Bernharda vordringen, darf Margot den königlichen Hof nicht verlassen. Währenddessen wartet und wartet Bernharda auf Margot. Sie hat ihm inzwischen ein Söhnlein geboren. Bernharda ist traurig, weil Margot gar nichts von seinem Kinde weiß. Dabei tummelt es sich schon im Grase.
Das Unheil naht in Gestalt der Ritter Ivan und Nabon. Leider bricht der Text mit dem Gesang eines der beiden Verführer an Bernhardas Adresse ab.

## Rezeption
Gerhard Kluge hat das Mährchen erforscht.
- Wie die Geschichte weitergeht, lässt sich aus Brentanos Quelle, dem altfranzösischen Roman de Perceforest[5], entnehmen. Als es der nun eifersüchtige Margot bei Hofe nicht mehr aushält, kehrt er heim. Bernharda, die bei Brentano farblos bleibt[6], führt ihm Ivan und Nabon, überlistet und eingesperrt, vor.[7] Wie die Geschichte ausgegangen wäre, wenn sie Brentano abgeschlossen hätte, ist nach Kluge[8] ziemlich unwichtig, wenn man das folgende neue Motiv mit betrachte. Margot soll für den ledigen König Dringinwalde der Brautwerber sein[9]. Das bedinge weitere, wichtigere Handlung (die freilich von Brentano auch nicht ausgeführt wurde).
- Brentano versteckt sich hinter dem Autornamen Maria.[10]

### Zitierte Textausgabe
- Die Rose. Ein Mährchen. S. 11–39 in Gerhard Kluge (Hrsg.): Erzählungen in Jürgen Behrens (Hrsg.), Konrad Feilchenfeldt (Hrsg.), Wolfgang Frühwald (Hrsg.), Christoph Perels (Hrsg.), Hartwig Schultz (Hrsg.): Clemens Brentano. Sämtliche Werke und Briefe. Band 19. Prosa IV. 868 Seiten. Leinen. Mit 16 ganzseitigen Schwarz-weiß-Abbildungen. W. Kohlhammer, Stuttgart 1987, ISBN 3-17-009440-8